# Aspach (Mosela)
Aspach é uma comuna francesa na região administrativa de Grande Leste, no departamento de Moselle. Estende-se por uma área de 4,13 km². Em 2010 a comuna tinha 35 habitantes (densidade: 8,5 hab./km²).